# 斯坦·穆休老兵纪念大桥
斯坦·穆休老兵纪念大桥（英語：Stan Musial Veterans Memorial Bridge），在2013年命名前被称为新密西西比河桥（英語：New Mississippi River Bridge） ，俗称“斯坦桥”（英語：Stan Span），是美国一座跨越密西西比河的公路斜拉桥，连接密苏里州的圣路易斯市与伊利诺伊州的圣克莱尔县；于2010年4月至2013年7月興建，于2014年2月9日通车 。

## 特点

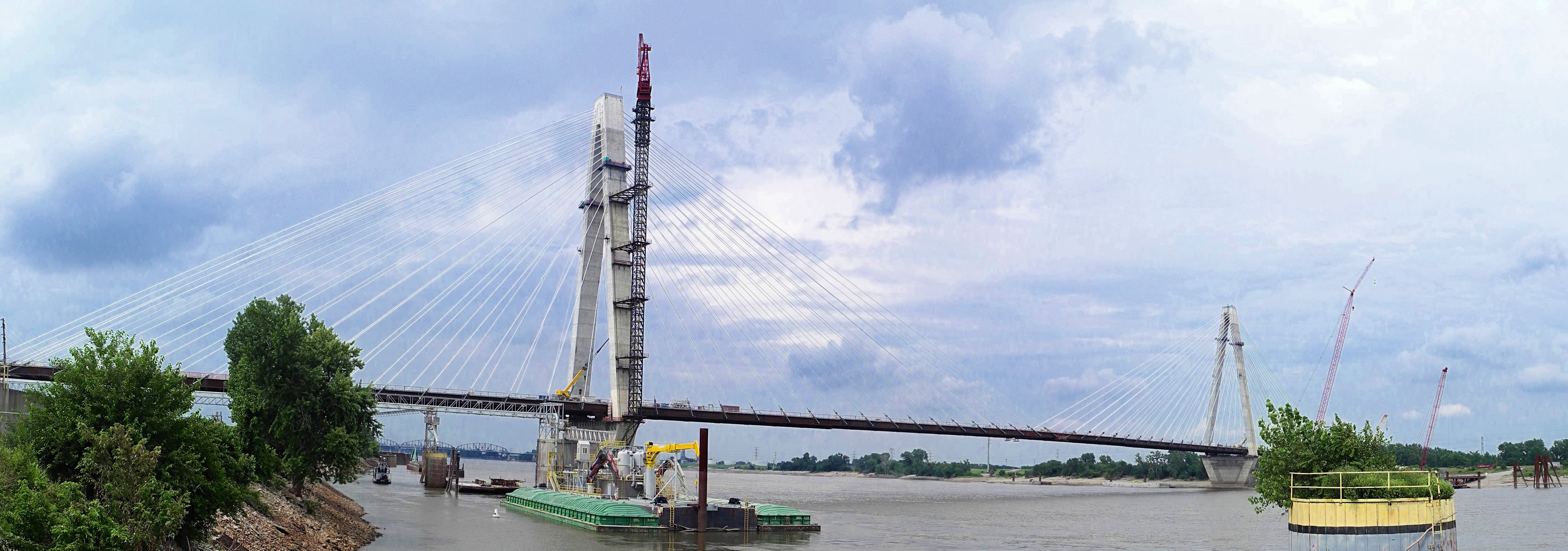
2013年7月，大桥即将建成。

大桥主跨长1,500英尺（457.2），跨度全长2,803英尺（854.4） ，桥宽86英尺（26）。斜拉索从桥面至两座A形塔顶，达到70号州际公路上方435英尺（133）的高度，由直径0.6英寸（15.2）的钢索组成，总长度约1,000英里（1,600），几乎相当于从圣路易斯到芝加哥两个往返的距离。大桥共使用了将近15,000吨的钢结构，以及8,600吨的钢筋；90,600立方码（约合6.927万立方米）的混凝土用于建造桥基础、桥面板和桥塔 。该桥建成时，是美国主跨第三长的斜拉桥 。

### 交通
大桥的建成不但减轻了附近其他桥梁的交通压力，而且有望扩大该地未来的交通流量。初期，这意味着将减少白杨街大桥20%的交通流量，该桥承载了55号州际公路、64号州际公路、70号州际公路和40号国道；同时，也将减少马丁·路德·金大桥50%的交通流量 。据估计，在启用后的前3个月中，每天约有3.1万辆小汽车和卡车通过大桥，比预期的4万辆少了近1万辆。麦金利大桥没有任何变化，马丁·路德·金大桥的交通流量则下降了44%，伊兹桥相比2013年减少了3,000辆，下降27%；白杨街大桥是该地区最为繁忙的，每天减少20,000辆，下降19% 。
大桥为主线四车道（仅为规划的一半），并预留了空间可在每个方向上增加一个车道，同时，它被设计成未来可以在该桥的旁边另建一座复线桥 。

### 公路重定名
大桥开通的同时，70号州际公路也随之改道，由位于卡斯大道上现时的I-70分叉连接到位于东圣路易斯的I-55/I-64/I-70 ，而遗留下穿过圣路易斯市区的I-70延伸段则成为44号州际公路 。

## 资金

### 预算
大桥及其周边区域原本设计的成本预计将近17亿美元 ，而在两州政府决定无法承受该造价后，一个新的设计方案于2007年被提交，预算成本约6.67亿美元 。其中，2.64亿美元用于伊利诺伊州境内的I-70改道，5,700万美元用于密苏里州境内的I-70改道，3.46亿美元用于修建桥梁；伊利诺伊州和密苏里州政府计划分别投入3.13亿和1.15亿美元，其余2.39亿美元则由美国联邦政府拨款 ，而实际总造价达到了6.95亿美元 。

### 收费提案
大桥项目的资金由伊利诺伊州和密苏里州政府进行讨论。在接收联邦拨款后，伊利诺伊州推动项目尽快启动，但密苏里州表示它们另有更为迫切的公路项目要完成。密苏里州交通官员建议将大桥私有化，允许私人公司在最长99年的期限内对大桥收取通行费，用以换取建造、运营及维护大桥的费用，但伊利诺伊州官员和几位圣路易斯国会议员要求大桥提供免费通行，2008年2月28日，由密苏里州长马特·布朗特和伊利诺伊州长罗德·布拉戈耶维奇共同签署的一项协议批准了后者的提议 。

### 招标
主跨的建造成本初步估计为1.9亿美元，后来证明这个数字被低估了。一家由堪萨斯城马斯曼建筑公司、印第安纳州特雷勒兄弟公司和总部设在圣路易斯的艾尔伯里茨公司组成的合资企业赢得了这项2.295亿美元的合同，它们击败了由美国桥梁公司与德拉格多斯美国组成的合资公司，其出价为2.749亿美元 。

## 设计和建造

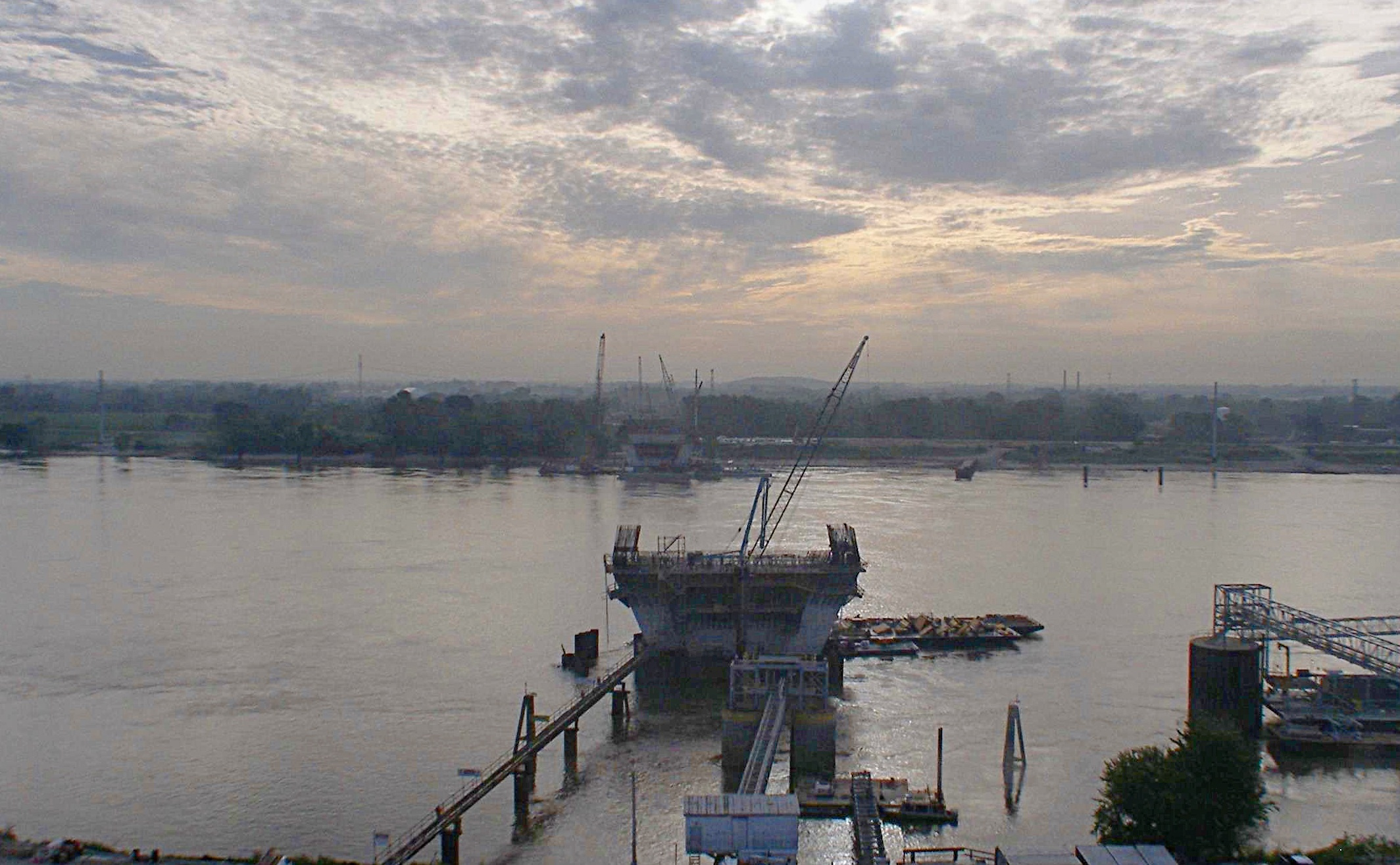
2011年7月，建设中的桥塔。

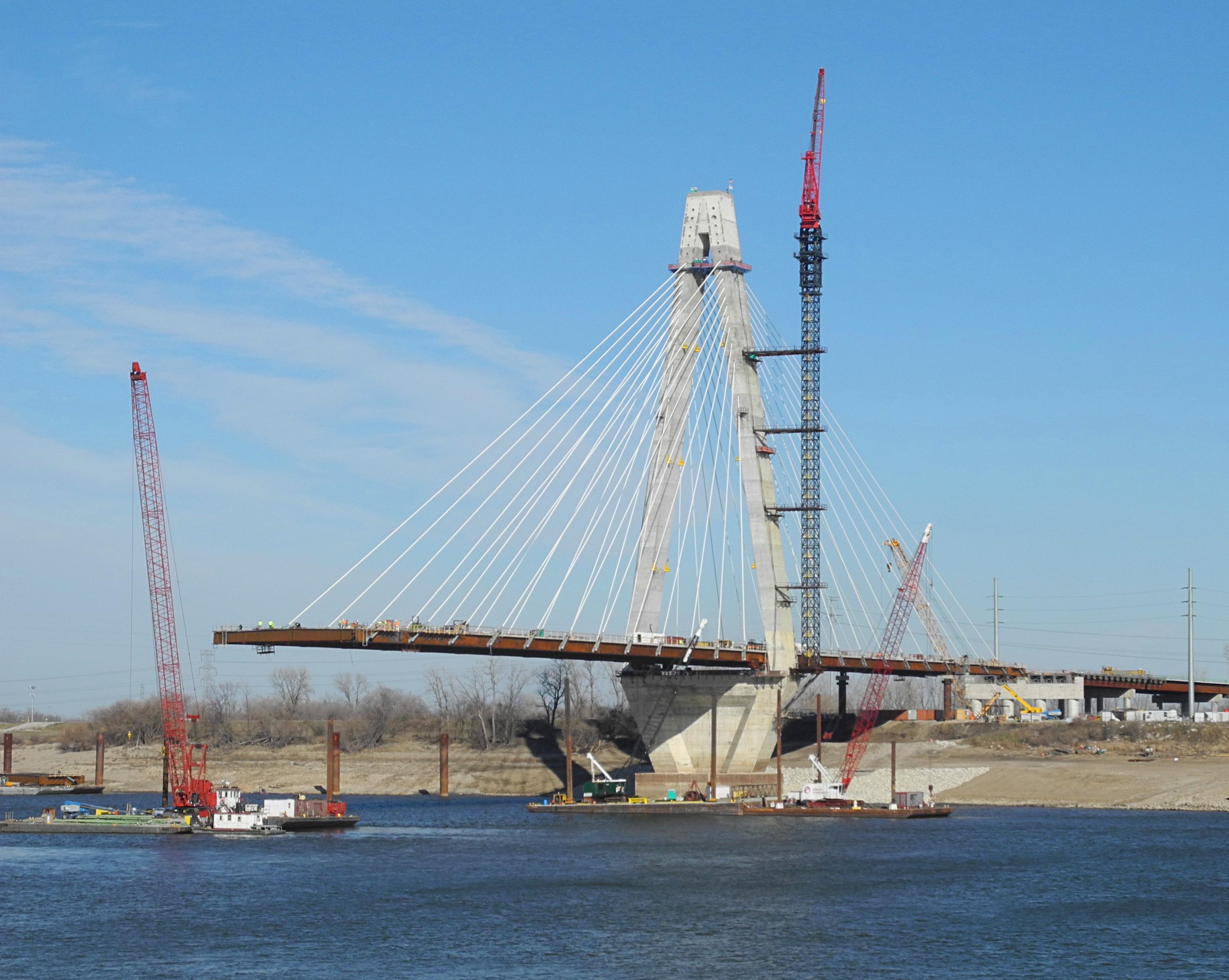
2013年1月，建设中的桥塔。

由岩土工程公司莫杰斯基和马斯特斯承担的地下勘探显示，地下水位以下有较厚的低密度砂质沉积物，这种松散的砂质很可能在地震中产生液化。为降低风险考虑了多种方法，其中包括砂层现场密实化 ，但最终桩基础改为采用直径12英尺（3.7）， 长120英尺（37）的钻孔桩桥墩，并深入石灰石基岩以支撑桥梁上部结构，基岩在水面以下120英尺（37）（伊利诺伊侧）及30—60英尺（9.1—18.3）（密苏里侧）。

### 土地销售
2003年，拟用于建设桥梁的土地被圣路易斯市土地再利用管理局以2美元的价格卖给了一家私人发展商。2008年初，密苏里运输部警告发展商不要在该地块上修建建筑物，但发展商建成了400个储藏单位的建筑。之后，密苏里运输部以170万美元的价格提出收购，遭到发展商的拒绝。巡回法院对该物业做出判决，下令密苏里运输部给予发展商230万美元的赔偿，密苏里运输部对这一数额提出了异议 。

### 少数族裔劳动争议
2011年8月，东圣路易斯的社区领袖向伊利诺伊运输部提出投诉：修建大桥所使用的劳动力中，纳入的少数族裔工人太少。联邦法律规定，任何由联邦资金全部或部分资助的公共工程项目中的劳动力，其中必须至少有14.6%的成员属于公认的少数族裔团体。而根据承包商记录，该项目符合上述规定；社会活动家们则反驳称这些劳动力并不能代表生活在该地区的人们。大桥在伊利诺伊州的一侧受到了抗议和罢工的威胁，但桥梁工程仍然继续。
“莱利伊利诺伊”，一家为该工程供应混凝土的公司，已从少数族裔拥有企业名单上被除名，因为伊利诺伊州官员发现，该公司的四名企业主中只有一人是少数族裔。尽管该公司仍然承包了大桥的混凝土供应，但它不再算作一家少数族裔拥有的企业 。

### 施工事故
2012年3月28日上午10:30，一座船装升降机突然倾覆，造成木工安迪·盖蒙（Andy Gammon）当场死亡，救援努力无功而返 。

## 命名
2004年8月，美国海外战争退伍军人协会成员威廉·帕金斯（William Perkins）和拉斯·雷克（Russ Reike）向民主党伊利诺伊州众议员杰瑞·考斯特罗递交了一份有4,000多人签名的请愿书，支持将新大桥命名为“老兵纪念大桥”。密苏里河上已有一座老兵纪念大桥，而马丁·路德·金大桥在1968年改名之前也被称为“老兵纪念大桥”。该命名方案得到了共和党伊利诺伊州众议员约翰·希姆库斯和伊利诺伊州长帕特·奎因的支持。当大桥因密苏里州资金延期而推迟时，请愿书到期了。于是，帕金斯和雷克，以及新加入的海外战争退伍军人协会成员戴夫·斯托特（Dave Stout）重新开始收集签名，并于2009年向考斯特罗众议员再次递交了有13,000多人署名的请愿书。
2005年8月28日，密苏里州议会投票选出以罗纳德·里根命名该桥 。
2011年3月，密苏里州众议院批准了一项议案，将大桥名称改为“杰瑞·F·考斯特罗-比尔·克莱老兵纪念大桥”。但一个月后，密苏里州参议院交通委员会否决了这项更名。
一些团体则推动采用“退伍女兵纪念大桥”的名称 。
2013年1月22日，共和党密苏里州格伦代尔参议员埃里克·施米特 (政治人物)和另一位密苏里州参议员提出了一项法案，用斯坦·穆休来命名大桥，以纪念这位刚刚去世的前圣路易斯红雀队著名棒球选手（二戰時穆休曾經離開大聯盟去服役一年）。这项措施需要得到伊利诺伊州和密苏里州议会两院的共同批准 。2013年2月20日，该措施获得了密苏里州参议院两项必要批准中的第一项。密苏里州法明顿参议员加里·罗迈恩对穆休法案发起了一项修正案，将密苏里一侧的大桥引道命名为“安迪·盖蒙纪念公路”，以纪念这位为大桥建设献出生命的工人 。
美国总统贝拉克·奥巴马于2013年7月12日签署文件，正式命名该桥为“斯坦·穆休老兵纪念大桥”。